# Cité de Lancastre
La Cité de Lancastre (City of Lancaster) est un district du Lancashire en Angleterre. La ville principale est Lancastre.
C'est aussi le nom d'un navire de la marine marchande britannique sur lequel Eddie Chapman a dû commettre une action de destruction en 1943.